# Flughafen Burg al-ʿArab

i7
i11
i13
Der Flughafen Burg al-ʿArab (IATA-Code HBE, ICAO-Code HEBA, arabisch مطار برج العرب الدولي, DMG Maṭār Burǧ al-ʿArab ad-Daulī) ist nach dem Flughafen Alexandria El Nouzha der kleinere der beiden Flughäfen von Alexandria im Norden von Ägypten. Seit der Schließung des Flughafens Alexandria El Nouzha im Jahr 2011 wegen Renovierungsarbeiten ist er der einzige Flughafen der Stadt.

## Lage
Der Flughafen liegt bei Borg El Arab, 45 km südwestlich von Alexandria.

## Flugplatzmerkmale
Der Tower (TWR) sendet und empfängt auf der Frequenz: 119.1 MHz.
Der Flughafen verfügt über verschiedene Navigationshilfen.
Die Start- und Landebahn 14/32 verfügt über ein Instrumentenlandesystem (ILS).
Das ungerichtete Funkfeuer (NDB) sendet auf der Frequenz 563 kHz mit der Kennung DJ .

## Zwischenfälle
Laut ASN sind keine Unfälle in der Nähe des Flughafens bekannt.